# Erwin Panofsky
Erwin Panofsky (Hannover, 30 de marzo de 1892-Princeton, 14 de marzo de 1968) fue un historiador de las ideas artísticas, teórico de la crítica del arte y ensayista alemán, exiliado en los Estados Unidos. Su obra más conocida es Estudios sobre iconología, pero sus monografías sobre Durero, Tiziano, los artistas flamencos o el arte funerario son trabajos fundamentales de la crítica de arte del siglo XX.

## Trayectoria
Fue discípulo de Aby Warburg, al que conoció en 1912 en un congreso en Roma, y de quien se convirtió en "seguidor devoto" en Hamburgo. Después de estudiar en Berlín y otras universidades alemanas, se graduó en 1914 en la Universidad de Friburgo, con una tesis sobre el pintor alemán Alberto Durero. En 1916 contrajo matrimonio con Dora Mosse, también historiadora del arte. 

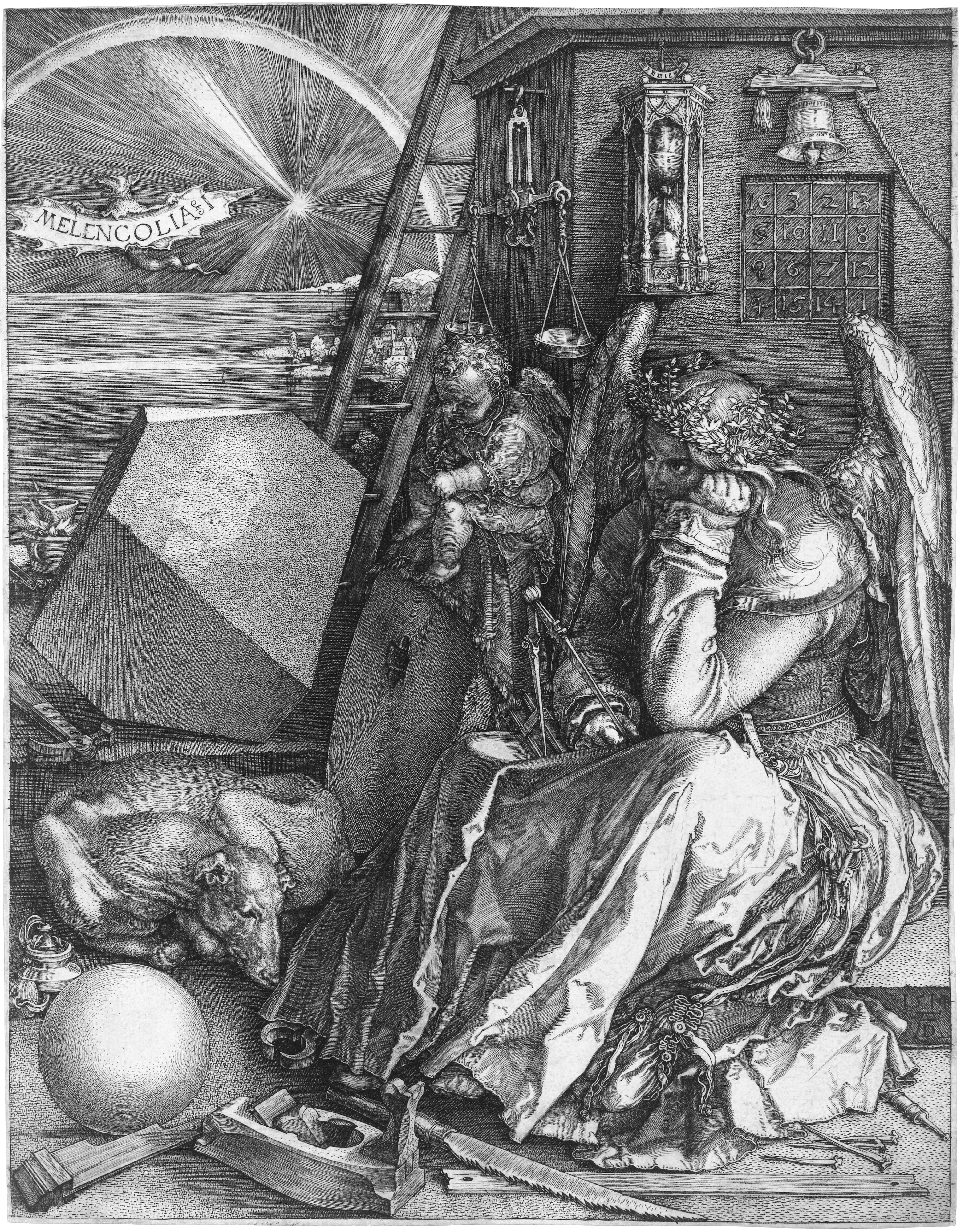
Melancolía I, de Alberto Durero.

En 1924 apareció la primera de sus grandes obras, "Idea": Ein Beitrag zur Begriffsgeschichte der älteren Kunstheorie, donde examina la historia de la teoría neoplatónica del arte. Participa en la fundación del Instituto Warburg y recibe en su formación una influencia muy decisiva de Ernst Cassirer en cuanto a la definición de "símbolo", como se aprecia en su obra La perspectiva como forma simbólica.
Entre 1926 y 1933 fue profesor numerario en la Universidad de Hamburgo, donde había empezado a enseñar en 1921, pero abandonó Alemania cuando los nazis tomaron el poder (era de ascendencia judía) y se instaló en Estados Unidos, a donde ya había viajado como profesor invitado en 1931. Fue profesor en el Institute for Advanced Studies de Universidad de Princeton (1935-1962), pero también trabajó en las universidades de Harvard (1947-1948) y Nueva York (1963-1968).
Para Panofsky la historia del arte es una ciencia en la que se definen tres momentos inseparables del acto interpretativo de las obras en su globalidad: 
la lectura del sentido fenoménico de la imagen, es decir, la iconología; 
la interpretación de su significado iconográfico; y 
la penetración de su contenido esencial como expresión de valores. 
El arte medieval y el del Renacimiento (que estudió profundamente), han quedado definidos en su libro Renaissance and Renascences in Western Art. 
De sus trabajo con los historiadores Raymond Klibansky y Fritz Saxl, sobre Saturno y la melancolía, se desprende el interés por la tristeza en la cultura europea, a partir de la necesidad del historiador del arte de indagar y descubrir las analogías instrínsecas entre fenómenos en apariencia tan distintos como la literatura, la filosofía, las artes y los acontecimientos políticos y religiosos. Entre sus discípulos distinguidos puede citarse a Millard Meiss.

## Iconología
Panofsky fue el representante más eminente de la iconología, método de estudio de la historia del arte creado por Aby Warburg y sus discípulos, especialmente Fritz Saxl, en el Instituto Warburg de Hamburgo. Una amistad personal y profesional le unió a Fritz Saxl en colaboración con quien realizó gran parte de su obra. Hizo una breve y precisa descripción de su método en su artículo "Iconografía e Iconología", publicado en 1939.

### El estilo y el medio cinematográfico
En su ensayo de 1936 "Style and Medium in the Motion Pictures", Panofsky trata de describir los síntomas visuales endémicos del medio cinematográfico.

### Tres estratos de materia o significado

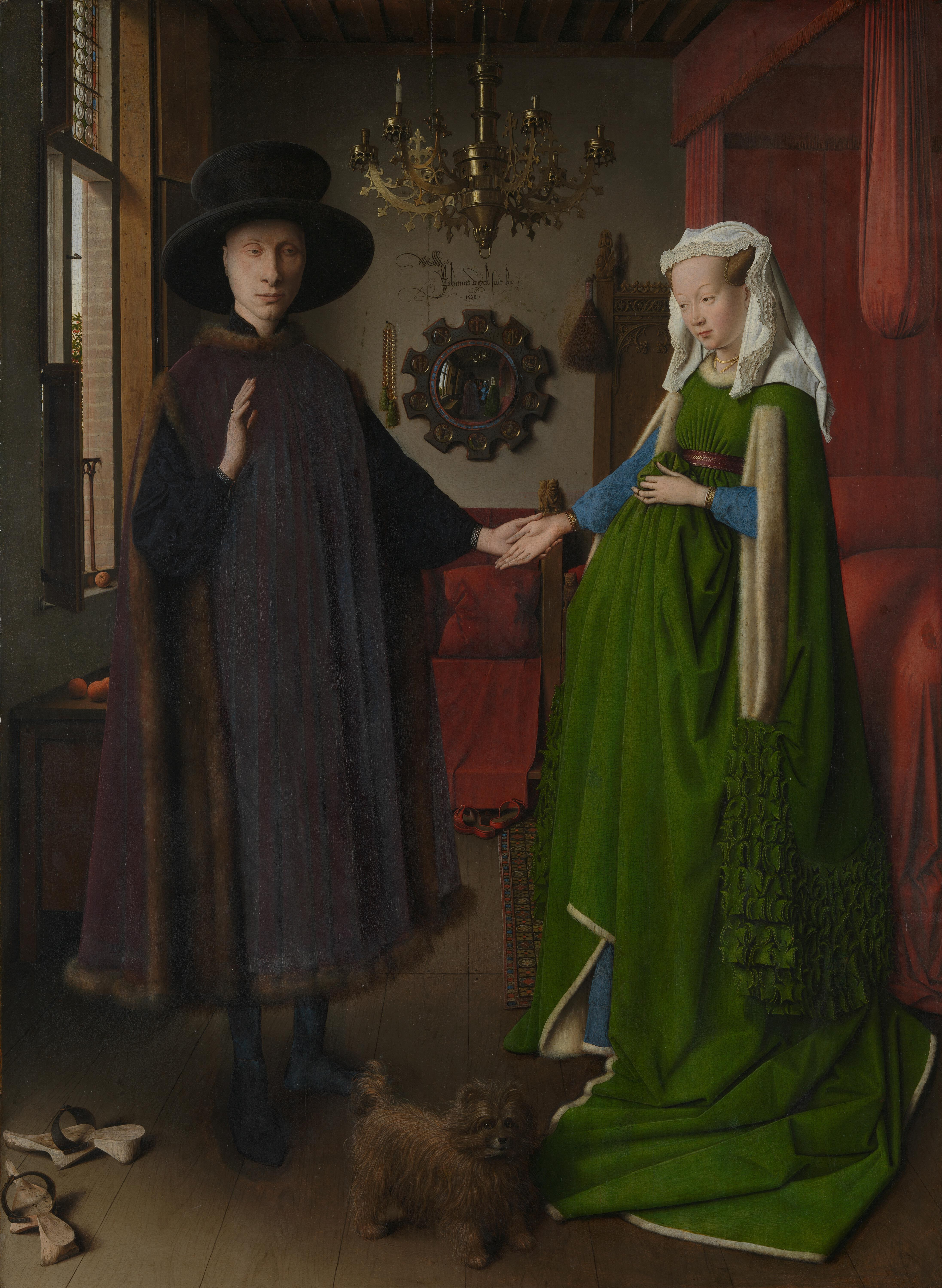
Panofsky creó importantes contribuciones al estudio de la iconografía, incluyendo su interpretación de la obra de Jan van Eyck Retrato de Giovanni Arnolfini y su esposa; 1434.

En Studies in Iconology Panofsky detalla su idea de tres niveles de comprensión histórico-artística:
- Tema primario o natural: El nivel más básico de comprensión, este estrato consiste en la percepción de la forma pura de la obra. Tomemos, por ejemplo, un cuadro de la Última Cena. Si nos detuviéramos en este primer estrato, dicho cuadro sólo podría percibirse como una pintura de trece hombres sentados a una mesa. Este primer nivel es la comprensión más básica de una obra, desprovista de cualquier conocimiento cultural añadido.
- Tema secundario o convencional (iconografía): Este estrato va un paso más allá y aporta a la ecuación conocimientos culturales e iconográficos. Por ejemplo, un espectador occidental entendería que la pintura de trece hombres alrededor de una mesa representaría la Última Cena. Del mismo modo, una representación de un hombre con aureola y un león podría interpretarse como una representación de  San Marcos.
- Significado o contenido terciario o intrínseco (iconología): Este nivel tiene en cuenta la historia personal, técnica y cultural en la comprensión de una obra. Considera el arte no como un hecho aislado, sino como el producto de un entorno histórico. Trabajando en este estrato, el historiador del arte puede plantearse preguntas como "¿por qué el artista eligió representar La última cena de esta manera?" o "¿por qué era  san Marcos un santo tan importante para el mecenas de esta obra?". Esencialmente, este último estrato es una síntesis; es el historiador del arte preguntando "¿qué significa todo esto?"

Para Panofsky, era importante considerar los tres estratos al examinar el arte del Renacimiento. Irving Lavin dice que "fue esta insistencia y búsqueda de significado -especialmente en lugares donde nadie sospechaba que lo hubiera- lo que llevó a Panofsky a entender el arte, como ningún historiador anterior lo había hecho, como un esfuerzo intelectual a la altura de las artes liberales tradicionales"

## Manuscrito de laHabilitationsschriftde Panofsky
En agosto de 2012, el manuscrito original del Habilitationsschrift de Panofsky de 1920, que se titula Die Gestaltungsprinzipien Michelangelos, besonders in ihrem Verhältnis zu denen Raffaels ("Los principios de composición de Miguel Ángel, particularmente en su relación con los de Rafael), fue encontrado por el historiador de arte Stephan Klingen en una antigua caja fuerte nazi en el Zentralinstitut für Kunstgeschichte de Múnich.
Durante mucho tiempo se supuso que este manuscrito se había perdido en 1943/44 en Hamburgo, ya que este importante estudio nunca se publicó y la viuda del historiador del arte no pudo localizarlo en Hamburgo. Parece que el historiador del arte Ludwig Heinrich Heydenreich, que había estudiado con Panofsky, estuvo en posesión de este manuscrito desde 1946 hasta 1970. En el Süddeutsche Zeitung, Willibald Sauerländer arroja algo de luz sobre la cuestión de si Heydenreich compartió o no la recuperación del manuscrito: 

Panofsky se ha distanciado históricamente de sus primeros escritos sobre Miguel Ángel, ya que se cansó del tema, y (según Sauerländer) desarrolló un conflicto profesional con el historiador de arte austro-húngaro Johannes Wilde, que acusó a Panofsky de no acreditarle las ideas recogidas en una conversación que mantuvieron sobre los dibujos de Miguel Ángel. Tal vez a Panofsky no le importaba el paradero de su obra perdida y Heydenreich no tenía mala intención de mantenerla en secreto... pero los interrogantes persisten.

En 2016 el Zentralinstitut für Kunstgeschichte de Múnich fundó la Panofsky-Professur (Cátedra Panofsky). Los primeros profesores Panofsky han sido Victor Stoichita (2016), Gauvin Alexander Bailey (2017), Caroline van Eck (2018), y Olivier Bonfait (2019).

## Ideas clave en sus más importantes obras
-En "Idea" (1924), establece una correlación entre pensamiento e imagen. Continuando la tradición que antaño inaugurase Filóstrato sobre como el artista a través de la fantasía supera la mímesis, es decir, entre lo que se ve y lo que no se ve, Panofsky nos dice que el arte, en su forma más elevada, puede prescindir totalmente del modelo sensible y emanciparse por completo de la impresión de lo realmente perceptible.
-En la Perspectiva como forma simbólica (1927), sigue la misma línea de trabajo de Aby Warburg, planteando la perspectiva de un punto fijo establecida por el Renacimiento como una particular manera de representación espacial que no se deriva de ninguna configuración visual o perceptiva humana, ni de la realidad objetiva, sino de una determinada concepción del mundo. En sus propias palabras hace hincapié en la "perspectiva", al que le da la categoría de "feliz término acuñado por Cassirer" (no se trata por cierto de la perspectiva en un cuadro, no de la perspectiva pictórica e incluso escultórica redescubierta en el Renacimiento sino de la forma predominante de mirada que se tiene de las cosas en cada época); por esto la perspectiva o cualquier otra configuración espacial sirve para determinar el particular contenido "espiritual" (cultural, intelectual) de un momento dado. Esto enlaza con el relativismo cultural de la ya superada Escuela de Viena: no hay estructuras visuales objetivas ni percepciones universales sino particulares construcciones realizadas por cada cultura en función de su visión del mundo (Cosmovisión o Weltanschauung de tipo hegeliano).
-En "Arquitectura gótica y pensamiento escolástico" (1951), estudia las relaciones entre el arte gótico clásico y el pensamiento de la escolástica: ambos responden al mismo “hábito mental”, es decir, responden a unas ideas rectoras de la cultura que impregnan todas sus manifestaciones. Recordemos que durante la Alta Edad Media, la escolástica latina transforma radicalmente la cosmovisión naturalista griega de la que era deudora. Los escolásticos representan el universo como una entidad de carácter divino evidente en sí misma, por lo tanto, inalterable y absoluta. Los filósofos escolásticos no
pretendieron construir nuevas teorías sobre la naturaleza de las cosas a partir de la investigación o de conocimientos acumulados, sino explicar las nociones aceptadas por la física de la época (sobre todo Platón y Aristóteles) desde la óptica de la tradición religiosa, considerada como valor absoluto). En la práctica de la arquitectura llevó a sublimar sus aspectos teóricos. No interesa el conocimiento técnico sino las leyes absolutas (divinas) en las que este debe conformarse. Por ello el constructor medieval, al igual que el filósofo no pretendía crear formas nuevas ni ser original. Las analogías entre la arquitectura y la escolástica son: claridad, totalidad, homologación de las partes, aceptación y reconciliación de posibilidades contradictorias y principios retóricos. De la manifestatio a la transparencia, de la concordantia a la reconciliación entre lo contradictorio y la diferencia razón-fe a espacio exterior-volumen interior.
-Especial importancia merecen sus artículos. En su artículo "La Historia del Arte en cuanto a disciplina humanística", aborda la iconología desde el punto de vista metodológico. Partiendo del relativismo cultural, nos dice que todo hecho está inscrito en unas coordenadas espaciales y temporales. El papel del espectador, al igual que el historiador, nunca es “ingenuo”, sino que se enfrenta a la obra con unos presupuestos culturales para poder alcanzar su “significado”. En cuanto al artículo "Iconografía e Iconología: introducción al estudio del arte del renacimiento", artículo en el que desarrolla teóricamente el método iconográfico-iconológico, es decir, como el historiador del arte alcanza el significado de una obra de arte. En tres pasos: 1º. Descripción preiconográfica: El historiador del arte consigna aquellos datos que posee la obra, fácticos y expresivas. Alcanzado por nuestra percepción. Eso sí, a veces necesitamos apelar a mayores conocimientos como el tiempo y la cultura dadas en la realización de la obra. 2º. Análisis iconográfico: Identificación de imágenes, historias y alegorías. El análisis iconográfico implica un método descriptivo y no interpretativo y se ocupa de la identificación, descripción y clasificación de las imágenes. 3º. Análisis iconológico: Verdadero objetivo del análisis de la obra de arte, dilucidar la significación intrínseca o contenido. Se debe prestar atención a los procedimientos técnicos, a los rasgos de estilo y a las estructuras de composición tanto como a los temas iconográficos.

## Obras y artículos
- La teoría artística de Durero (1915).
- La actitud de Durero respecto a la Antigüedad (1922).
- La «Melancolía I» de Durero (1923); estos tres trabajos durerianos, refundidos en obras futuras.
- Idea: contribución a la historia de la teoría del arte (1924). >>Trad.: Madrid, Cátedra, 2004.
- La perspectiva como forma simbólica (1927). >>Trad.: Barcelona, Tusquets, 1999.
- Jan van Eyck's "Arnolfini' Portrait, en The Burlington Magazine, núm. 64, 1934, pp. 112-127.
- Estudios sobre iconología (1939). >>Trad.: Madrid, Alianza, 2008.
- Saturno y la melancolía, con R. Klibansky y F. Saxl. >>Trad.: Madrid, Alianza, 2006.
- La caja de Pandora, con Dora Panofsky. >>Trad.: Barcelona, Barral, 1975.
- Vida y arte de Alberto Durero (1943). >>Trad.: Madrid, Alianza, 2005
- Arquitectura gótica y pensamiento escolástico (1951). >>Trad.: Madrid, Siruela, 2007.
- Los primitivos flamencos (1953). >>Trad.: Madrid, Cátedra, 1998
- El significado en las artes visuales (1955). >>Trad.: Madrid, Alianza, 2008.
- Renacimiento y renacimientos en el arte occidental (1960). >>Trad.: Madrid, Alianza, 2006.
- La escultura funeraria (1964).
- Tiziano: problemas de iconografía (1969). >>Trad.: Madrid, Akal, 2003.
- Sobre el estilo: tres ensayos inéditos. >>Trad. Barcelona, Paidós, 2000.